# Terry山本
Terry山本（日语：テリー 山本，1966年5月5日—），日本漫畫家。男性。

## 來歷、人物
高中時期以甲子園為目標，卻遭遇挫折。高中畢業後在世界各地流浪，回到日本後，以本身在旅行中遇到的一隻白色牛頭㹴為原型，1992年5月開始在《Big Comic Superior》（小學館）上連載《家有賤狗》。該作品於1993年被製作成電視動畫。此後主要活躍於小學館《Big Comic》系列漫畫雜誌。
2005年至2013年在《Big Comic Original》（小學館）連載的《安藤奈津》一炮走紅，並於2008年被拍成電視劇。

## 作品列表
- 家有賤狗（《Big Comic Superior》，小學館，全11冊）
- 亞洲金臂人（《Big Comic Original》，小學館，全3冊）
- （原作：鶴田一文，《Big Comic》，小學館，全3冊）－曾被拍成電視劇在TBS「週一懸疑劇場（日语：月曜ミステリー劇場）」播出（全2部，緒形拳主演）
- 刺者（原作：木村公一，《Big Comic Original增刊（日语：ビッグコミックオリジナル増刊）》，小學館，全1冊）
- 安藤奈津（原作：西祐治，《Big Comic Original》，小學館，全20冊）※因原作者去世未完結。
- （原作：山崎十三，《Big Comic Original》，小學館，全1冊）
- （原作：市田實，《Big Comic Original》，小學館，全7冊）
- （原作：野球漫畫製作工房，eBigComic4（日语：eBigComic4），小學館）